# LIVING

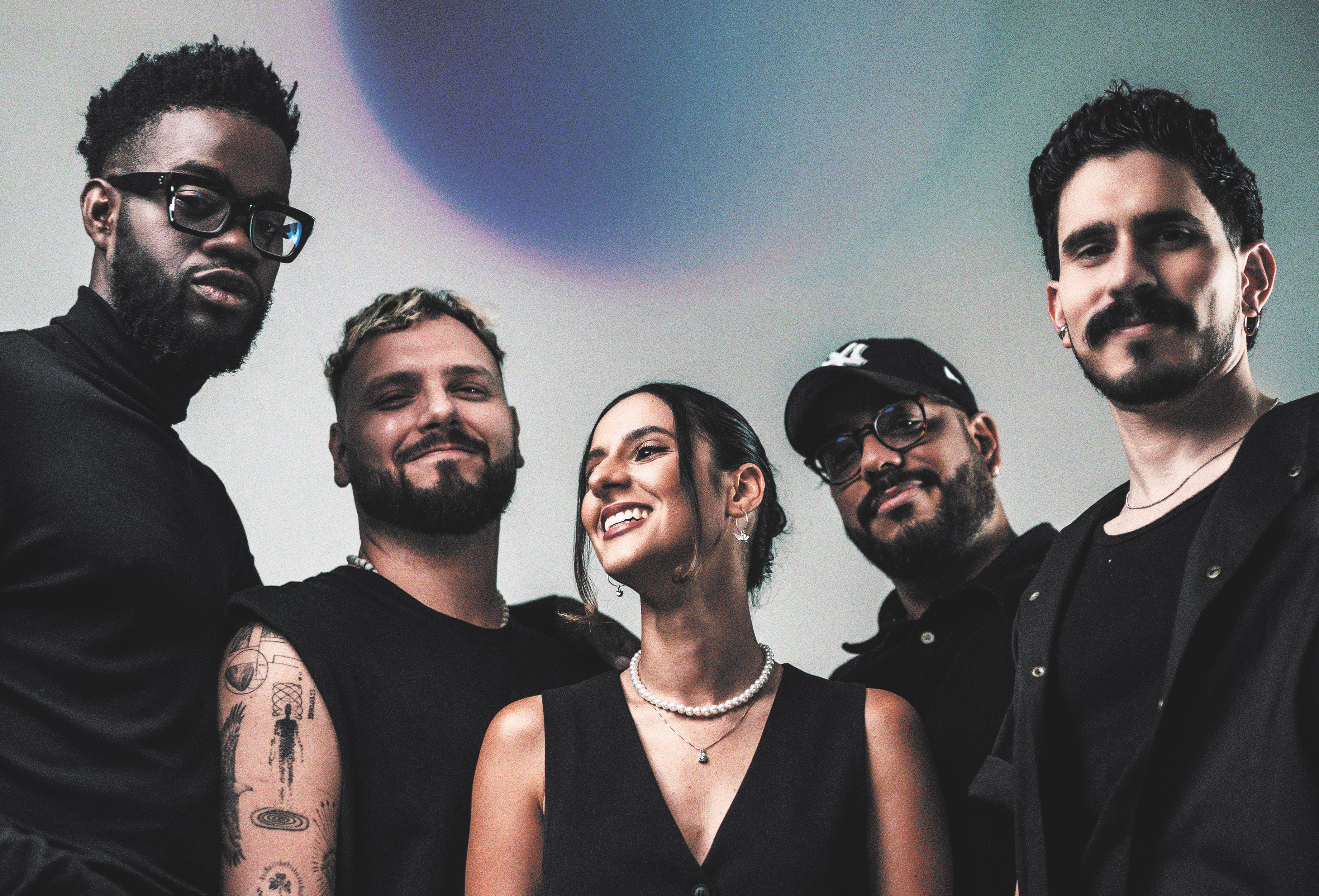
LIVING BANDA

LIVING® es una banda de pop latino formada en Colombia en 2018. El grupo ha capturado la atención de una amplia audiencia con su sonido distintivo, melodías cautivadoras y letras profundas, especialmente dirigidas a un segmento de la población que busca una espiritualidad desligada de cualquier afiliación religiosa.

## Historia
LIVING® se originó como parte de la comunidad espiritual Livingroom, buscando ofrecer una alternativa musical que combine la espiritualidad con sonidos modernos. Desde su fundación, la banda ha lanzado cinco álbumes, consolidándose como uno de los proyectos más influyentes dentro de su género en Colombia y América Latina.

#### Estilo Musical e Influencias
El sonido de LIVING® se caracteriza por su fusión de pop latino con elementos de indie y rock, ofreciendo una propuesta musical que resuena con quienes buscan una conexión espiritual a través de la música, pero sin afiliaciones religiosas específicas.

## Discografía
Desde su debut en 2018, LIVING® ha lanzado cinco álbumes de estudio, logrando un notable reconocimiento en la industria musical. Entre los sencillos más destacados se encuentran:
- Inagotable (2018)
- La Sombra De Tus Alas (2019)
- Más De Lo Que Soñé(2020)

Su música ha acumulado más de 400 millones de streams en plataformas digitales, reflejando su creciente popularidad y la fuerte conexión que han establecido con su audiencia.

### Álbum Actual:Otras Esferas
Actualmente, la banda está en proceso de lanzamiento de su nuevo álbum titulado Otras Esferas. Este trabajo incluye varios sencillos anticipados que revelan nuevos sonidos y enfoques, definiendo el próximo capítulo en la carrera de LIVING®, dentro del cual se destaca la participación de grandes profesionales de la industria como Orlando Vitto y Renzo Bravo (ganadores del Latin Grammy 2023 con mejor canción pop-rock "Ojos Marrones, Lasso) entre otros. Entre los sencillos destacados de su nuevo álbum, se encuentran:
- contigo todo lo encontré,
- cómo pasará??
- Clima

## Reconocimientos y Logros
Gracias a su enfoque innovador y su mensaje auténtico, LIVING® ha captado rápidamente la atención de productores, medios y referentes de la escena del pop latino. Su influencia ha crecido significativamente, y su comunidad de seguidores continúa expandiéndose, lo que los posiciona como uno de los proyectos de mayor potencial en la historia de este segmento musical.

## Colaboraciones
Un Corazón:
- Colaboración musical y espiritual: LIVING® ha trabajado en varias ocasiones con Un Corazón, una banda de música espiritual Góspel conocida en Latinoamérica. Juntos, han creado música que fusiona sus visiones espirituales y sonidos innovadores, lo que ha ayudado a ambos grupos a alcanzar un público más amplio.

Canciones destacadas:
- Jesucristo Basta
- Siempre Mas

Marcos Witt:
- Colaboración en conciertos y grabaciones: Marcos Witt es uno de los músicos más influyentes en la música espiritual Góspel en español. Su colaboración con LIVING® ha sido significativa, dado su estatus en la industria, lo que ha aportado mayor visibilidad y credibilidad a la banda.

Canciones destacadas:
- Grande

Israel Houghton
- Intercambio musical y espiritual: Israel Houghton es un cantante y productor reconocido internacionalmente Góspel contemporáneo. Su colaboración con LIVING® les ha permitido explorar nuevas sonoridades y reforzar su mensaje espiritual a través de la música.

Canciones destacadas:
- La mejor parte

Estas colaboraciones han sido clave para el crecimiento de LIVING® en la escena musical, permitiéndoles conectar con artistas de renombre y expandir su influencia en el ámbito artístico.

## Tours y Conciertos
Hasta ahora, LIVING® ha concentrado gran parte de su actividad en Colombia y América Latina, aunque su popularidad ha comenzado a extenderse a nivel internacional, especialmente en países de habla hispana. A continuación, se detalla la información disponible sobre sus tours y conciertos:

### Conciertos Destacados en Colombia
- Bogotá: La capital colombiana ha sido un escenario recurrente para LIVING®. Su próximo concierto en el Royal Center el 23 de agosto de 2024 marcará el lanzamiento de su nuevo álbum "Otras Esferas". Este evento es significativo, ya que Bogotá es una de las ciudades donde la banda cuenta con una de sus bases de seguidores más sólidas.
- Medellín y Cali: Otras ciudades importantes en Colombia como Medellín y Cali también han sido testigos de presentaciones en vivo de la banda, donde han logrado conectar profundamente con su audiencia a través de conciertos llenos de energía y espiritualidad.

### Presencia Internacional y Próximos Tours
- México: México ha sido un país clave para LIVING®, donde su música ha resonado fuertemente. Han participado en varios eventos y festivales cristianos y de música alternativa, presentándose en ciudades como Ciudad de México y Monterrey. Sus conciertos en México han ayudado a solidificar su presencia en el país y a expandir su comunidad de seguidores.
- Perú y Ecuador: LIVING® también ha tenido presentaciones en países como Perú y Ecuador, donde su mensaje y música han sido bien recibidos. Estos conciertos han contribuido a ampliar su alcance en la región andina.
- Argentina y Chile: Durante su tour Suerte Divina en 2022, LIVING® realizó exitosos conciertos en Argentina y Chile. Estos eventos ayudaron a la banda a establecer una conexión significativa con sus seguidores en el Cono Sur, expandiendo su influencia en estos importantes mercados musicales.
- Giras Virtuales: Durante la pandemia de COVID-19, LIVING® se adaptó organizando giras virtuales y conciertos en línea, lo que les permitió mantener una conexión con su audiencia global y continuar promoviendo su música.
- Tour USA (2024): Recientemente se ha anunciado que LIVING® iniciará su primer tour en Estados Unidos en el cuarto trimestre de 2024. Este tour marcará un hito en la carrera de la banda, llevándolos a nuevos territorios y presentando su música a una audiencia aún más amplia.

Con el tour en Estados Unidos y su expansión en América Latina, incluyendo exitosos conciertos en Argentina y Chile, LIVING® sigue consolidando su presencia internacional y ampliando su impacto en la escena musical global.

### Próximos Planes
Con el lanzamiento de su nuevo álbum Otras Esferas, se espera que LIVING® expanda aún más su presencia internacional, realizando giras en nuevos territorios como Estados Unidos y Europa, donde existe un creciente interés por su música.
Este enfoque en giras y conciertos, tanto nacionales como internacionales, ha sido crucial para la expansión de la banda, permitiéndoles conectar directamente con su audiencia y compartir su mensaje en un entorno en vivo.

## Filantropía y Trabajo Comunitario
- Colaboraciones con ONGs:
  - Apoyo a Organizaciones No Gubernamentales: LIVING® ha colaborado con varias ONGs que trabajan en áreas como la salud, la educación y el desarrollo comunitario. Estas colaboraciones han incluido tanto apoyo financiero como participación en actividades y eventos organizados por estas organizaciones. Tal es el caso de la fundación Alive, con quienes trabajan de la mano para, no solo transmitir un mensaje de esperanza a las personas que viven en condiciones de vulnerabilidad, sino también lo que ellos llaman "mostrar el amor de Dios con hechos", con programas como el de Casa digna, donde desde 2018 recaudan fondos para construir viviendas a familias en condición de pobreza extrema.
- Proyectos de Inclusión y Diversidad:
  - Promoción de Valores Sociales: La banda también ha estado involucrada en iniciativas que promueven la inclusión y la diversidad, utilizando su plataforma para abogar por una sociedad más equitativa y respetuosa.
- Campañas de Sensibilización:
  - Conciencia sobre Problemas Sociales: A través de sus redes sociales y presentaciones, LIVING® ha utilizado su influencia para aumentar la conciencia sobre diversos problemas sociales y fomentar la participación activa en causas comunitarias.

Estas actividades reflejan el compromiso de LIVING® no solo con su música, sino también con el impacto positivo en la sociedad. Su enfoque en el trabajo comunitario y la filantropía es una extensión natural de su mensaje espiritual y de su deseo de hacer una diferencia en el mundo.

## Legado
Con una trayectoria ascendente y una propuesta única, LIVING® continúa elevando el estándar en la industria musical. Su influencia y éxito comercial los han consolidado como un referente en la música pop latinoamericana, y su próximo álbum promete seguir marcando tendencias en la escena musical contemporánea.